# Leuconephra plumosa
Leuconephra plumosa là một loài bướm đêm trong họ Noctuidae.